# Allah Yar Khan
Pour les articles homonymes, voir Allah (homonymie).
Shahzada Allah Yar Khan fut un shah de Hérat de la dynastie des Durrani. Il régna de 1726 à 1730 et de 1731 à 1732.
Allah Yar était le quatrième fils et enfant d'Abdoullah Khan, Shah de Hérat et chef du clan Abdali de 1695 à 1721, et de son épouse, une fille du Sardar Daulat Khan. Son père fut assassiné le 13 novembre 1721 et ce fut alors le frère aîné d'Allah Yar, Mouhammad Khan, qui fut proclamé chef des Abdli. Toutefois, ce dernier fut renversé en 1724 par son cousin Zoulfikhar et dut s'exiler à Multan, avec son frère, Allah Yar Khan.
Ramené de l'Empire moghol en 1726, Allah Yar fut proclamé chef du clan Abdali et Shah de Hérat dans cette même ville, la même année. Pour tenter d'affirmer son pouvoir, il se sépara des Moghols, sur le point de décliner, afin de se soumettre à Nadir Shah, en mai 1729.
Toutefois, il perdit son trône lors d'une révolte faite par Zoulfikhar Khan, le 21 avril 1730. Il fut heureusement (pour lui) restauré sur le trône par Nadir Shah le 22 août 1731 mais se révolta contre la domination persane en 1732. Au crépuscule du 28 février de la même année, les troupes de Nadir Shah se dirigeant vers Hérat afin de mater la révolte, il dut quitter, avec précipitation sa capitale. Devenu à nouveau allié des Moghols, il s'installa à Multan, où il mourut, à une date inconnue.
Allah Yar Khan fut le dernier des chefs du clan Abdali, Shah de Hérat et sultan héréditaire de Safa.